# Kimmo Rintanen
Kimmo Rintanen (* 7. srpna 1973, Rauma) je bývalý finský lední hokejista, křídelní útočník. S finskou reprezentací získal bronzovou medaili na olympijských hrách v Naganu roku 1998. Má rovněž tři stříbrné medaile z mistrovství světa (1998, 1999, 2001). Ze světového šampionátu 2000 má bronz. Zúčastnil se též MS 2002 (4. místo), MS 2003 (5. místo) a MS 2004 (6. místo). Za národní tým nastupoval v letech 1998 až 2003 a odehrál za něj 86 utkání. Finskou nejvyšší soutěž hrál za Lukko Rauma, Turun Palloseura (TPS) a Jokerit Helsinky. S TPS se stal třikrát mistrem Finska (1995, 2000, 2001). Dvakrát byl vybrán do all-stars (1997, 2000). V letech 1997 a 2001 získal ocenění Zlatá helma. Čtyřikrát ve finské lize získal cenu pro nejslušnějšího hráče (Trofej Raimo Kilpiöna). Závěr kariéry strávil ve švýcarské nejvyšší soutěži, v dresu EHC Kloten a HC Lugano. Dvakrát se ve švýcarské lize stal nejužitečnějším hráčem ročníku (2007, 2009), dvakrát byl vyhlášen nejlepším útočníkem ligy (2007, 2009) a dvakrát byl v all-stars (2007, 2009). V únoru 2013 ukončil hráčskou kariéru kvůli zranění zápěstí. V roce 2016 byl uveden do Finské hokejové síně slávy.